# Arthur Chichester, I barone Templemore
Arthur Chichester, I barone Templemore (Westminster, 8 gennaio 1797 – Coombe Bank, 26 settembre 1837), è stato un politico e ufficiale irlandese.

## Biografia
Era il figlio di Spencer Chichester, secondogenito di Arthur Chichester, I marchese di Donegall, e di sua moglie, Lady Anne Harriet Stewart, figlia di John Stewart, VII conte di Galloway. Frequentò il Brasenose College, Oxford.

## Carriera
Nel 1815 entrò nel British Army, che serve nel II Life Guards e alla fine raggiungendo il grado di tenente colonnello nel 1827.
Nel 1826 Chichester fu eletto deputato Whig per Milborne Port, un posto che mantenne per quattro anni prima di diventare rappresentante per la County Wexford nel 1830.
L'anno seguente, in occasione dell'incoronazione di Guglielmo IV, fu elevato al rango di pari come Barone Templemore, nella contea di Donegal ("Templemore" si riferisce alla parrocchia civile nella città di Derry, nell'Irlanda del Nord). Egli è stato anche nominato Gentleman of the Bedchamber nel 1835 e nel 1837 divenne Lord in Waiting.

## Matrimonio
Sposò, il 27 luglio 1820, Lady Augusta Paget (?-6 giugno 1872), figlia di Henry Paget, I marchese di Anglesey. Ebbero sette figli:
- Harry Chichester, II barone Templemore (14 giugno 1821-10 giugno 1906);
- Augustus George Charles Chichester (20 maggio 1822-26 luglio 1896), sposò Jane Townend, non ebbero figli;
- Frederick Arthur Henry Chichester (22 febbraio 1824-18 maggio 1863), sposò Frances Marianne Tighe, ebbero otto figli;
- Adolphus William Chichester1 (24 maggio 1825-26 agosto 1855);
- Caroline Georgiana Chichester (?-26 aprile 1892), sposò Charles Peel, ebbero otto figli;
- Francis Algernon James Chichester (17 novembre 1829-15 febbraio 1885), sposò in prime nozze Elizabeth Ann Dixon, ebbeor due figli, e in seconde nozze Lady Emily Octavia Stewart, ebbero sei figli;
- Augusta Chichester (15 gennaio 1831-1 aprile 1873), sposò Robert King, VII conte di Kingston, ebbero una figlia.

## Morte
Morì il 26 settembre 1837 nella sua residenza a Coombe Bank, nel Kent.